# Спрекелія
Спреке́лія (Sprekelia) — рід багаторічних рослин родини амарилісових, названий на честь Йоганна Генріха фон Спрекельсена, який постачав зразки рослин відомому ботаніку Лоренцу Гайстеру. Спочатку до складу роду входили 4 види, сучасні дослідники вважають безперечною приналежність лише 2 із них, а деякі систематики взагалі вважають рід монотиповим і відносять до нього лише спрекелію найпрекраснішу. Обидва представники роду належать до декоративних культур.

## Опис
Трав'янисті рослини заввишки 30-40 см. Підземні органи спрекелій являють собою великі кулясті бульбоцибулини. Стебла відсутні. Листки ременеподібні або ланцетні, загострені, зелені, досить тонкі і легко полягають під дією вітру. Квітконіс круглий в поперечному перерізі, прямостоячий, голий і гладкий, міцний, як правило, червонуватого кольору. Квітки поодинокі, великі, червоні, двостатеві. Оцвітина шестичленна, зигоморфна, характерної будови, за якою спрекелії можна безпомилково відрізнити від лілій. Пелюстки від вузько- до широколанцетних, з них три верхніх широко розставлені вверх і вбоки, а три нижніх спрямовані донизу і згруповані таким чином, що їх основи формують незамкнену коротку трубку. Тичинок 6; тичинкові нитки червоні, довгі, пиляки жовті. Маточка 1 з довгим стовпчиком і трилопатевою приймочкою. Плід — куляста коробочка. Насіння плоске, чорне.

## Екологія та поширення
Спрекелії зростають на доволі сухих схилах, на добре освітлених місцях або у напівзатінку, полюбляють проникні, плодючі ґрунти. Цвітіння починається в лютому-березні, може повторюватися влітку або у вересні. Листки з'являються одночасно з квітами, після плодоношення відмирають і рослина переходить у стан спокою, що триває близько півроку.
Обидва види спрекелій поширені в Мексиці, а спрекелія найпрекрасніша, крім того, трапляється в Гондурасі та Гватемалі. Останній вид вийшов за межі свого первинного ареалу, оскільки був натуралізований на островах Мікронезії та розповсюджений як декоративна культура в теплих країнах.

## Застосування
Обидва представники роду досить привабливі і незвичні за своїм виглядом квіти, але спрекелія найпрекрасніша має більші пелюстки, тому виглядає ефектніше, ніж Sprekelia howardii. Саме цей вид набув широкої популярності в середовищі квітникарів. Причому його з однаковим успіхом вирощують як у теплих країнах у садках, так і в помірному кліматі в кімнатах. Квіти спрекелії найпрекраснішої дають якісний зрізний матеріал для букетів.
У культурі спрекелії уражують личинки мухи Merodon equestris — небезпечного шкідника багатьох видів Амарилісових та Лілійних.

## Види
| Чинні: - Sprekelia formosissima (L.) Herb. — спрекелія найпрекрасніша - Sprekelia howardii Lehmiller | Виключені зі складу роду: - Hippeastrum cybister (Herb.) Benth. ex Baker (раніше Sprekelia cybister Herb.) - Hippeastrum angustifolium Pax (раніше Sprekelia spectabilis Hoehne) |